# خوسيه فيدور ري
خوسيه فيدور ري (بالإسبانية: José Fedor Rey)‏ هو عسكري كولومبي، ولد في 1 ديسمبر 1951، وتوفي في 30 يونيو 2002.